# Брусівська сільська рада (Устинівський район)
| Брусівська сільська рада — колишній орган місцевого самоврядування у Устинівському районі Кіровоградської області з адміністративним центром у с. Брусівка. Сільській раді були підпорядковані населені пункти: - с. Брусівка |

## Склад ради
Рада складалася з 12 депутатів та голови.

### Керівний склад ради
| ПІБ                          | Основні відомості                                                               | Дата обрання | Дата звільнення |
| ---------------------------- | ------------------------------------------------------------------------------- | ------------ | --------------- |
| Трощаненко Микола Васильович | Сільський голова, 1954 року народження, освіта, безпартійний                    | 26.03.2006   | 31.10.2010      |
| Трощаненко Микола Васильович | Сільський голова, 1954 року народження, освіта середня спеціальна, безпартійний | 31.10.2010   |                 |

Примітка: таблиця складена за даними джерела

## Населення
Згідно з переписом УРСР 1989 року чисельність наявного населення сільської ради становила 402 особи, з яких 190 чоловіків та 212 жінок.
За переписом населення України 2001 року в сільській раді мешкали 394 особи.

### Мова
Розподіл населення за рідною мовою за даними перепису 2001 року:
| Мова       | Відсоток |
| ---------- | -------- |
| українська | 94,53 %  |
| молдовська | 3,65 %   |
| російська  | 1,82 %   |